# Kilifarevo
Kilifarevo (în bulgară Килифарево) este un oraș în comuna Veliko Tărnovo, regiunea Veliko Tărnovo,  Bulgaria. 

## Demografie
Componența etnică a orașului Kilifarevo
     Turci (24,46%)
     Nicio identificare (13,87%)
     Bulgari (60,46%)
     Romi (0,88%)
     Altele (0,31%)
La recensământul din 2011, populația orașului Kilifarevo era de 2.256 locuitori. Din punct de vedere etnic, majoritatea locuitorilor (60,46%) erau bulgari, cu o minoritate de turci (24,46%). Pentru 13,87% din locuitori nu este cunoscută apartenența etnică.